# Tomb Raider (videoigra, 2013)
Tomb Raider je akcijska pustolovska videoigra iz leta 2013, ki jo je razvilo podjetje Crystal Dynamics, izdala pa evropska podružnica podjetja Square Enix. Gre za deseto glavno igro franšize Tomb Raider, ki predstavlja ponovni zagon serije in je prvi del trilogije Survivor, ki rekonstruira začetke Lare Croft. Igra je bila prvič izdana 5. marca 2013 za Microsoft Windows, PlayStation 3 in Xbox 360. Vključuje elemente igranja, ki so bolj osredotočeni na preživetje, čeprav se v igri uporablja tudi raziskovanje, ko igralec raziskuje otok in različne neobvezne grobnice. To je tudi prva igra v glavni seriji, ki vključuje večigralski način ter prva igra v seriji, ki jo je izdal Square Enix, potem ko je ta leta 2009 prevzel Eidos Interactive. Poleg tega je tudi prva igra v seriji, ki ji je ESRB dodelil oceno »Mature«.
Crystal Dynamics je Tomb Raider začel razvijati kmalu po izidu igre Tomb Raider: Underworld leta 2008. Namesto nadaljevanja se je ekipa odločila, da bo serijo popolnoma obnovila in se že drugič ponovno osredotočila na izvor Lare Croft, kot je to storila v igri Tomb Raider: Legend. Tomb Raider se dogaja na otoku Jamataj s katerega mora Lara, ki še ni preizkušena in ne tako izurjena raziskovalka kot v drugih delih serije, rešiti prijatelje in pobegniti, medtem ko jo preganja zlonamerni kult. Leta 2010 je bilo napovedano, da bo Lari Croft glas posodila Camilla Luddington, ki je zamenjala Keeley Hawes.
Težko pričakovani izid igre je bil enkrat prestavljen iz konca leta 2012 na marec 2013. Ob izidu je igra Tomb Raider prejela pohvale kritikov, ki so pohvalili grafiko, igranje, nastop Luddingtonove v vlogi Lare ter Larino karakterizacijo in razvoj, čeprav dodatek večigralskega načina ni bil dobro sprejet, nekateri recenzenti pa so kritizirali ludonarativno razhajanje igre. Tomb Raider je bil do oktobra 2021 prodan v več kot 14,5 milijona izvodov, s čimer je postal najbolje prodajana igra Tomb Raider do zdaj. Januarja 2014 je po vsem svetu izšla prenovljena različica Tomb Raider: Definitive Edition za PlayStation 4 in Xbox One, ki je vsebovala vso dotedanjo vsebino in dodatno vsebino v obliki DLC-ja. Nadaljevanje, Rise of the Tomb Raider, je izšlo novembra 2015, tretji in zadnji del, Shadow of the Tomb Raider, pa septembra 2018.